# Trachycarpus ukhrulensis
Trachycarpus ukhrulensis  là loài thực vật có hoa thuộc họ Arecaceae. Loài này được M.Lorek & K.C.Pradhan mô tả khoa học đầu tiên năm 2006.